# 奴隷天国
『奴隷天国』（どれいてんごく）は、エレファントカシマシの6枚目のスタジオ・アルバム。

## 概要
前作『エレファントカシマシ5』より1年ぶりのリリース。
発売時のキャッチコピーは、「ここまで言われても、誰も怒らないんだろうなあ。」であった。
エレファントカシマシがエピック在籍時に発表した他の6枚のオリジナル・アルバムは、しばらくの間通常通り販売されていた一方、本作のみ理由不明なまま廃盤となった。そして、2009年9月30日にソニー・ミュージックダイレクトから再発されたが、その際も特に廃盤の理由は明かされなかった。

## 収録曲
全作詞・作曲：宮本浩次
全編曲：エレファントカシマシ
1. 奴隷天国 (4:22)
  - 7thシングル曲。
2. 太陽の季節 (4:43)
3. 絶交の歌 (4:37)
4. おまえはどこだ (4:23)
5. 日曜日（調子はどうだ） (3:40)
  - 7thシングル「奴隷天国」のカップリング曲。
6. 浮世の姿 (4:01)
7. 果てしなき日々 (4:48)
8. いつものとおり (5:05)
9. 道 (7:02)
10. 寒き夜 (4:18)
  - 「浮世の夢」に収録の、「冬の夜」の続編となる曲である。